# Wooburn
Wooburn est un village du Buckinghamshire, Angleterre. Le village, situé à moins de 4 km au sud-ouest de Beaconsfield. Le nom du village est d'origine anglo-saxonne, il se réfère à la rivière Wye (affluent de la Tamise) qui traverse le village.